# Per-Olof Östrand
Per-Olof Östrand (13 giugno 1930 – 26 ottobre 1980) è stato un nuotatore svedese.
Specializzato nello stile libero ha vinto la medaglia di bronzo nei 400 m sl alle Olimpiadi di Helsinki 1952.
È stato primatista mondiale della staffetta 4x100 m mista.

## Palmarès
- Olimpiadi
  - Helsinki 1952: bronzo nei 400 m sl.

- Europei di nuoto
  - 1954 - Torino: bronzo nei 400 m sl.